# 田島義博
田島 義博（たじま よしひろ、1931年1月31日 - 2006年3月28日 ）は、日本の経済学者、経営学者。第24代学校法人学習院院長。中内㓛らスーパーマーケット創業者らの理論的支柱とされる。
日本商業学会会長、日本ダイレクトマーケティング学会会長、社団法人消費者関連専門家会議会長、通商産業省大規模小売店舗審議会会長、国税庁中央酒類審議会会長、国税庁国税審議会会長代理、農林水産省食品流通審議会会長を務めた。経済産業省産業構造審議会、国税庁国税審議会、農林水産省食料・農業・農村政策審議会等多くの政府委員も歴任した。

## 人物
熊本県生まれ。幼少時に両親を失い、兄とともに祖父母に育てられるも、高校時代に祖父が死亡したため高校卒業後は三池炭鉱で働いた。後に会社から奨学金を得て一橋大学に進学する。大学3年時に結核を発病し2年間の療養生活を送る。大学卒業後は日本能率協会勤務、「マネジメント」誌編集長、「市場と企業」誌編集長等を経て第24代学習院院長に就任する。編集長時代には、雑誌の連載をまとめた林周二著『流通革命』（中公新書）が大ベストセラーとなる。1963年には財団法人流通経済研究所を設立、同理事長、名誉会長を務めた。歌舞伎、相撲、オペラ等が趣味。

2006年学習院院長在任中に急逝する。享年75。
門下に青木幸弘元学習院大学副学長等。経営学者の田内幸一一橋大学名誉教授は大学時代からの友人。

## 略歴
1950年 熊本県立済々黌高等学校卒業。1955年 一橋大学社会学部卒業（上田辰之助ゼミナール）。
1956年 社団法人日本能率協会入社。1961年 シカゴ大学留学。1963年1月 結婚。
1963年4月 社団法人日本能率協会退社、流通経済研究所を設立。
1963年9月 - 2001年 学習院大学経済学部専任講師・助教授・教授を歴任。
1970年 学習院大学経済学部長。1972年 ザールラント大学客員教授。
1991年 学校法人学習院常務理事。1992年 学校法人学習院専務理事、日本商業学会会長。
2001年 学習院大学名誉教授。2002年 学校法人学習院院長・理事長。
2006年3月28日没 叙正五位、授旭日重光章。